# Bonamia sedderoides
Bonamia sedderoides är en vindeväxtart som beskrevs av Alfred Barton Rendle. Bonamia sedderoides ingår i släktet Bonamia och familjen vindeväxter. Inga underarter finns listade i Catalogue of Life.